# Газопереробний завод Фахуд
Газопереробний завод Фахуд — підприємство нафтогазової промисловості Оману, споруджене в межах масштабного нафтохімічного проекту в Сухарі.
У середині 2010-х в Омані вирішили монетизувати ресурс зріджених вуглеводневих газів (ЗВГ), які отримували у складі вільного чи асоційованого газу при розробці родовищ у центральному регіоні країни. У межах проєкту спорудили газопереробний завод, який може щоденно приймати для підготовки 18,9 млн м3 газу, при цьому річні поставки ЗВГ оцінюються у 666 тисяч тонн. Майданчик для цього виробництва обрали в районі нафтового родовища Фахуд, де раніше вже сформувався газовий хаб, куди сходяться трубопроводи від газопереробних заводів Їбал, Сайх-Равл та Каутер.
Генеральними підрядниками будівництва виступили корейська компанія GS Engineering & Construction разом з японською Mitsui. Обладнання надходило морським шляхом через порти Дукм та Сухар, для чого довелось залучити 14 суден, зокрема обладнаних кранами великої вантажопідйомності. Його загальна вага становила 170 тисяч вантажних тонн, а найбільшим підйомом була операція з деметанайзером вагою 535 тонн та довжиною 53 метри. Після розвантаження у Дукмі цей елемент доправили на розташований за шість сотень кілометрів майданчик ГПЗ.
Доставка вилучених ЗВГ на нафтохімічний майданчик відбувається по спеціалізованому трубопроводу Фахуд – Сухар.
Введення заводу в експлуатацію припало на кінець 2021 року.